# Monsieur Beaucaire (film 1924)
Monsieur Beaucaire è un film muto del 1924 diretto da Sidney Olcott. La storia del nobile che si fa passare per barbiere è tratta da un popolare romanzo del 1900 di Booth Tarkington che fu usato, l'anno seguente, per l'adattamento teatrale di una commedia dallo stesso titolo. Rodolfo Valentino rivestì sullo schermo i panni dell'aristocratico, mentre la principessa Henriette fu interpretata da Bebe Daniels.
La storia venne rivisitata in chiave moderna nel 1930 da Ernst Lubitsch che, con Montecarlo, riprendeva - aggiornandolo - l'accorgimento del ricco corteggiatore che si finge barbiere per poter entrare nelle grazie (e nell'intimità) di una signora altrimenti irraggiungibile. Il film finiva con i due protagonisti che si ritrovavano a teatro ad assistere all'operetta Monsieur Beaucaire, dove finalmente lei (una scapigliatissima Jeanette MacDonald), riconoscendosi nel personaggio di Lady Mary, prendeva atto di essersi comportata come una snob, pentendosene e conquistando definitivamente il suo falso parrucchiere.
La Paramount Pictures distribuì una seconda versione di Monsieur Beaucaire nel 1946. Il film, una commedia, era interpretato da Bob Hope e da Joan Caulfield.

## Trama
Innamorato della principessa Henriette, il duca di Chartres soffre le ripulse dell'amata che, in apparenza, sembra non sopportarlo. Stanco dei suoi insulti, quando il re gli ingiunge di sposarla, Chartres fugge in Inghilterra.
Lì, in incognito, il duca si fa passare per il barbiere dell'ambasciatore francese, gustando per la prima volta la libertà di vivere come i comuni mortali. Vede, restando affascinato, la bella Lady Mary. Per poterla conoscere, costringe il duca di Winterset - che lui ha sorpreso mentre barava a carte - a presentarlo alla bella aristocratica come Monsieur Beaucaire. Quando però lady Mary scopre che lui è solo un barbiere, lo respinge. Salvo tornare sui suoi passi alla rivelazione che quello è invece un vero duca. La nobildonna inglese tenta di riconquistare l'amore del suo ammiratore, ma Chartres decide di ritornare in Francia: il re ha perdonato il suo comportamento e lì lui riavrà quella che veramente ama, Henriette.

## Produzione
Il film fu prodotto dalla Famous Players-Lasky Corporation e venne girato negli studi Astoria della Paramount a New York, nel Queens.

## Distribuzione
Distribuito dalla Paramount Pictures, il film uscì nelle sale cinematografiche statunitensi l'11 agosto 1924.